# 아네테 폰 드로스테휠스호프

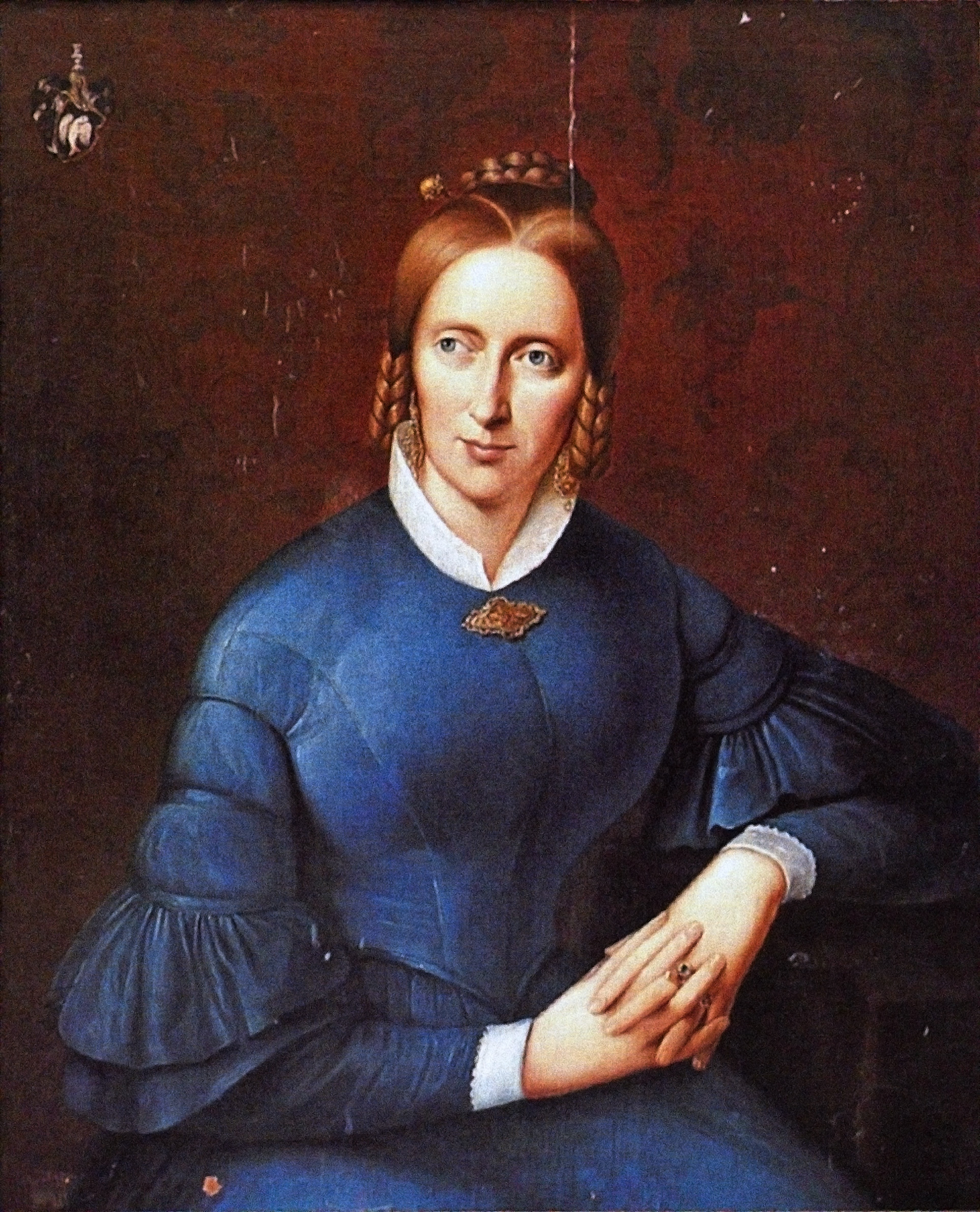
아네테 폰 드로스테휠스호프

아네테 폰 드로스테휠스호프(Annette von Droste-Hülshoff, 1797년~1848년)는 독일의 시인이다.

## 생애
아네테 폰 드로스테휠스호프는 1797년 1월 12일 독일 뮌스터 근교의 수성(水城) 휠스호프에서 남작의 딸로 태어났다. 활동적이며 엄격한 어머니로부터 문학적 재능을, 온유하고 학구적인 아버지로부터 음악적 재능과 자연과학에 대한 탐구열을 물려받았다.
드로스테는 대략 일곱 살부터 문학적 재질을 보이기 시작했다. 이때부터 청년기까지 그녀가 쓴 시들은 가족을 위한 즉흥시가 대부분이었다. 1813년 드로스테와 언니는 뵈켄도르프의 외가에서 그림 형제들을 알게 되었고, 곧바로 그들과 함께 독일 동화와 민요 수집을 하게 된다. 그러한 활동을 통하여 민속적인 것에 관심을 갖게 되었고 인간적으로도 시야가 넓어지게 된다.
1818년 신앙심이 깊은 외조모와 삼촌의 권유로 찬송 시를 쓰기 시작했지만, 잘못된 처신으로 두 남자에게 공동의 절교장을 받는 사건 때문에 중단된다. 불안과 죄의식으로 괴로워하던 그녀는 쓰고 있던 신앙 시를 중단하고 ≪신앙연력(信仰年歷, Geistliches Jahr)≫이라는 이름으로 묶어 1820년 가을에 어머니께 헌정한다. 이른바 ‘청춘의 파국’이라고 불리는 이 사건의 여파로 드로스테는 1820년부터 1825년까지 별다른 창작 활동을 하지 못한다. 그러나 이 암흑의 세월은 드로스테에게 자신의 실존을 각성하게 하는 시기가 되며, 인간적으로 성숙하고 작가로서 발전하는 데 밑거름이 된다.
1825년에 가족 및 친지들과 떠난 여행은 드로스테의 정신세계를 넓히는 데 큰 역할을 한다. 특히 쾰른에서 알게 된 아델레 쇼펜하우어와의 친교는 드로스테의 정신적·문학적 발전에 지대한 영향을 끼친다. 여행에서 돌아온 드로스테는 1826년 아버지의 갑작스러운 죽음을 맞게 된다. 처음 몇 년 동안 고독한 생활과 아버지를 잃은 충격으로 인해 그녀는 육체적·정신적으로 더없이 허약해진다. 더욱이 연이은 막내 동생의 죽음으로 인해 저항력을 완전히 상실하고 신경쇠약과 발작을 일으키며 극도로 고독해진다.
하지만 그녀는 농사일을 관찰하면서 농사에 대한 세부 사항과 지질에 대한 지식을 더욱 넓혀간다. 이 시기에 그녀는 이미 시작해 놓은 소설 ≪유대인의 너도밤나무(Die Judenbuche)≫를 집필했고, 또한 역사에 눈을 돌려 세 편의 서사시 ≪성(聖) 베른하르트의 순례자 숙소(Das Hospiz auf dem großen St. Bernhard)≫(1827), ≪의사의 유언(Des Arztes Vermächtniß)≫(1832), ≪론 늪지의 전투(Die Schlacht im Loener Bruch)≫(1837)를 집필했다.
1833부터 1840년까지 드로스테는 뮌스터 아카데미 철학 강사인 크리스토프 베른하르트 슐뤼터(1801∼1884)와 친교를 맺게 된다. 슐뤼터는 드로스테의 신앙 시를 높이 평가해 중단된 ≪신앙연력≫을 완성하라고 촉구했고, 이 충고에 따라 드로스테는 이 연작 신앙 시를 다시 시작하여 1840년에 완성한다.
1838년에 드디어 첫 번째 시집 ≪시집(Gedichte)≫을 냈지만, 독자들로부터 별다른 호응을 얻지 못했다. 드로스테는 이에 굴하지 않고 ‘헤켄 작가협회(Hecken Schriftsteller- Gesellschaft)’의 회원이 되어 의욕적으로 활동했다. 드로스테는 베스트팔렌 전설과 역사를 소재로 한 아름답고 소름 끼치는 여러 편의 발라드를 쓰게 된다. 1841년 초에 시작한 ≪우리네 시골에서는(Bei uns zu Lande auf dem Lande)≫도 그중 하나였다.
베스트팔렌에서 구전되는 무시무시한 귀신이야기와 형상들, 색채와 냄새, 그리고 무서운 사건들이 대표적 서정시 ≪황야화첩(Die Heidebilder)≫에서 표현된다. 이 책은 드로스테의 발전된 묘사 감각이 낳은 결실이며 사실주의로의 전환을 의미한다. 그녀의 명확한 시대 인식을 담고 있는 ≪시대화첩(Zeitbilder)≫에서 드로스테는 이른바 ‘세계 개선자들’의 돌진으로 인해 위험에 처한 인류의 현실을 직시한다. 그와 함께 ≪신앙연력≫ 2부에서 보였던 작가의 사명에 대한 자각이 심화된다.
1844년 9월 14일에 출판된 두 번째 ≪시집(Gedichte)≫이 첫 시집의 실패를 만회할 만한 성공을 거두었다. 이 시집으로 드로스테는 작가로서의 위치를 공고히 하며 명성을 얻는다. 드로스테는 색과 빛에 대한 감수성에 새롭게 눈을 뜨게 되었고, 그 결실로 사실주의적 정확성과 정직성이 돋보이는, 그녀의 시들 중 가장 아름다운 시들을 쓰게 된다. 또한 이 시기에 그녀는 그 시대의 몰락상을 보며, 작가로서의 사명감을 더욱 확고히 한다.
1844년 9월에 고향으로 돌아온 뒤 건강이 상당히 나빠졌지만, 이러한 고통을 견디며 ≪쾰른 신문≫에 자신의 진솔한 삶의 보고인 시들을 발표하는데, 파멸과 몰락의 그림자가 이 시기의 시들을 지배하고 있다.
1846년에 자신의 신뢰와 애정을 배반한 쉬킹과 완전히 절교한 드로스테는, 그렇게도 사랑했던 고향 베스트팔렌을 떠나 다시 메어스부르크로 갔고, 1848년 5월 24일 마침내 언니의 품에서 숨을 거둔다. 1851년에 ≪신앙연력≫이 출판되었고, 1860년에 쉬킹에 의해 ≪마지막 선물(Letzte Gaben)≫이 출판되었으며, 1878∼1879년에는 3권으로 된 ≪드로스테휠스호프 전집≫이 세상에 나왔다.